# Резничек, Эмиль Николаус фон
Барон Эмиль Николаус Йозеф фон Резничек (нем. Emil Nikolaus Joseph Freiherr von Rezniček; 4 мая 1860, Вена — 2 августа 1945, Берлин) — австрийский композитор чешского происхождения. Сын генерала Йозефа фон Резничека, возведённого в баронское достоинство в 1860 г., и единокровный брат художника-карикатуриста Фердинанда фон Резничека.

## Биография
Изучал право и музыку, затем только музыку (у Вильгельма Майера) в Граце, позднее занимался также в Лейпцигской консерватории у Карла Райнеке и Саломона Ядассона. В 1886—1894 гг. работал в Праге, где в 1894 г. сочинил и поставил пользовавшуюся большим успехом оперу «Донна Диана» (увертюра из неё до сих пор является наиболее исполняемым произведением Резничека). В дальнейшем Резничек жил преимущественно в Берлине, в 1909—1911 гг. был капельмейстером Берлинской комической оперы, с 1920 г. преподавал в Берлинской Высшей музыкальной школе.
Творческое наследие Резничека довольно обширно и включает семь опер, пять симфоний и другие оркестровые сочинения (в том числе увертюру «Раскольников», 1931), пять струнных квартетов, фортепьянную и органную музыку. Оригинальной чертой музыки Резничека является её зачастую иронический характер: таковы, в частности, опера «Синяя Борода» (нем. Ritter Blaubart, 1915—1917), отчасти симфоническая поэма «Победитель» (нем. Der Sieger, 1913) с входящим в её состав «Танцем вокруг золотого тельца» и «Танцевальная симфония» (1925) c завершающей её тарантеллой, а симфоническая поэма «Неудачник» (нем. Schlemihl, 1912) считается прямой пародией на симфонию «Жизнь героя» Рихарда Штрауса, с которым Резничек был дружен.
Премьерами сочинений Резничека дирижировали Артур Никиш, Феликс Вайнгартнер, Феликс Мотль и др.
С середины 1990-х гг. в Германии и Австрии поднимается новая волна интереса к музыке Эмиля фон Резничека: в 1996 г. Квартет имени Шуберта впервые исполняет первый квартет Резничека (1921), в 2000-е гг. начинают появляться записи его произведений.
Именем Резничека названа улица в Вене (нем. Reznicekgasse ).